# (2843) Yéti
Pour les articles homonymes, voir Yéti (homonymie).
(2843) Yéti, désignation internationale (2843) Yeti, est un astéroïde de la ceinture principale.

## Description
(2843) Yéti est un astéroïde de la ceinture principale. Il fut découvert par Paul Wild le 7 décembre 1975 à l'observatoire Zimmerwald. Il présente une orbite caractérisée par un demi-grand axe de 2,298 UA, une excentricité de 0,129 et une inclinaison de 5,461° par rapport à l'écliptique.
Il fut nommé en hommage à « l'abominable homme des neiges », nommé Yéti, créature imaginaire de l'Himalaya.

## Compléments